# 科希強

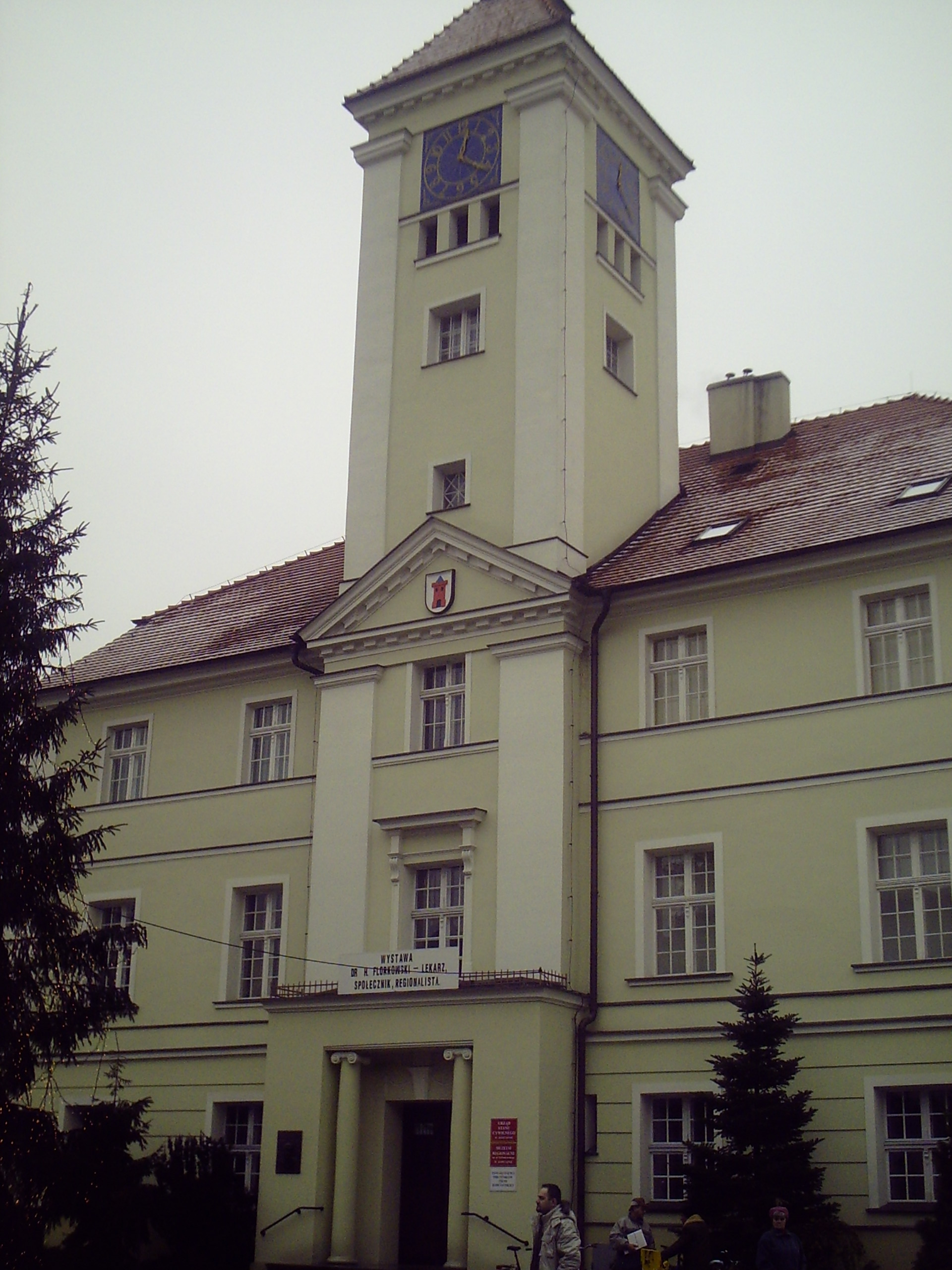

科希強（[ˈkɔɕt͡ɕan])）是波蘭的城鎮，位於該國西部，距離首府波茲南約45公里，由大波蘭省負責管轄，始建於十二世紀，面積8.75平方公里，最高點海拔高度85米，2006年人口24,102。

## 友好城市
- 德国阿尔蔡 1990年
- 荷蘭艾瑟尔河畔克林彭 1994年
- 荷蘭内德莱克 1994年
- 德国施马尔卡尔登 1996年
- 俄羅斯伊斯特拉 2001年
- 捷克拉科夫尼克 2005年

## 外部連結
- Official town website （页面存档备份，存于）

52°05′N 16°39′E / 52.083°N 16.650°E